# Myosotis exarrhena
Myosotis exarrhena är en strävbladig växtart som beskrevs av Ferdinand von Mueller. Myosotis exarrhena ingår i släktet förgätmigejer, och familjen strävbladiga växter. Inga underarter finns listade i Catalogue of Life.